# 陳龍燦
陳 龍燦 (ちんりゅうさん、チェン・ロンツァン、Chen Longcan、陈龙灿 1965年3月21日 - ) は、中華人民共和国・四川省出身の中国の卓球選手である。
1973年から卓球を始め、1978年に四川省チーム、1979年には青年ナショナルチーム、1983年11月には中国ナショナルチームのメンバーになる。
1987年第39回世界卓球選手権ニューデリー大会・男子ダブルス優勝、および1988年ソウルオリンピック・ダブルス金メダル (共にパートナーは、後に「偉関晴光」と改名して日本に帰化する韋晴光) などの、輝かしい成績を残した。
1992年から日本の実業団チーム・ヤマハに所属。後に、日産自動車に移籍する。日本リーグで活躍し、チームメイトの渋谷浩、陳、そして陳／高志亮ペアのダブルスという必勝オーダーで、国内の実業団タイトルを一時期総ナメにしたことがある。
1999年第1回世界クラブ選手権 (中国) に、上述の日産自動車チームの一員として出場。チームは予選リーグで敗退したものの、1996年アトランタオリンピック・男子シングルス金メダリストの劉国梁、銀メダリストの王涛を破って一人で2点を挙げ、中国内で話題になった。
現役引退後の2007年にUSオープンに出場し、準々決勝で倉嶋洋介に敗れるも、世界ランキング486位にランクインした。
現在は中国に戻り、中国超級 (スーパーリーグ) にて、故郷・四川省チームのヘッドコーチとして活躍している。一時期、中国リーグに参戦していた福原愛を指導していたこともあった。

## プレースタイル
- 表ソフト速攻型とは思えない、その猛烈な回転量を誇る下回転サービスやツッツキ、及び裏ソフトのドライブ主戦型選手顔負けのパワードライブは、国際試合ではもちろん、日本リーグでプレーしていた晩年の選手時代に至るまで、対戦相手を震撼させた。荻村伊智朗は、その著書の中で「表のドライブ速攻型」と紹介した。

- 『卓球レポート』誌上で、表ソフト速攻型選手向けのQ&Aコーナーを、1993年頃～2000年頃まで担当。その中で、バーベルを用いて手首を鍛えるトレーニング方法を、自身が行っている様子を写した参考写真と共に紹介。これが、上述したような、ボールへの強烈な回転量の原動力になったと考えられる。

- 他にも、サービス後バック側へ素早く回り込んで打ち込む、切れ味鋭い3球目攻撃 (上述の猛烈なボール回転を生かした、パワードライブが主であった) 、(表ソフト速攻型本来の主戦武器である) 強烈なスマッシュの他、各国のドライブ型選手が放つパワードライブを、パチンと合わせてコースを突くナックル性ショート、見た目以上に切れたツッツキ…など、非常に繊細な技術を苦も無く使いこなしたことから、「青い台の魔術師」と称された。

- 第40回世界卓球選手権ドルトムント大会 (1989年) において、1980年代初頭のジュニア時代からプレーを続けてベテラン化し、全盛期から下降気味であった江嘉良、陳、滕毅という、前回・第39回世界卓球選手権ニューデリー大会 (1987年) と同じ布陣で臨んだ中国チームは、 第37回世界卓球選手権東京大会 (1983年) から4回連続で、団体戦決勝でスウェーデンチームとまたしても因縁の対決。まさかの0-5で完敗して、遂に王座から陥落するという結果に終わった (スウェーデンが優勝を決めた試合は、陳 vs. ミカエル・アペルグレンであった) 。

- それまで、世界を圧倒して来た中国選手の代名詞であった、ペンホルダー・表ソフトの前陣速攻型プレーが総敗北するという、卓球史上に残る一大事が起きた。これを受けて、中国指導陣による抜本的な改革が始まり、陳も翌年の1990年頃から、それまでペンホルダーラケットの片面のみに表ソフトラバーを貼った従来型から、裏面に裏ソフトラバーを貼って反転プレーをするスタイルを編み出した。

- 当時まで、ペンホルダー選手で両面にラバーを貼るのは、守備用の粒高ラバーに裏ソフトラバー (元・中国女子代表の陳子荷は表ソフトラバー) を併用し、サービス時やラリー中に、ラケット面を反転してプレーするスタイルの選手ぐらいだっただけに、この陳龍燦のような、攻撃用ラバー同士の組み合わせはまだ珍しかった。しかし、後年の劉国梁 (表ソフト×裏ソフト) や馬琳、閻森、王皓 (裏ソフト×裏ソフト) らの「ペン両面攻撃」選手らとは異なり、いわゆる「裏面打法」は最後まで取り入れず、ラケット面を反転させて表面だけで打球するスタイルであった。

## 主な戦績
- 1985年
  - 第38回世界選手権イェテボリ大会・男子シングルス準優勝、男子団体優勝
  - 男子ワールドカップ (佛山)・4位
- 1986年
  - 男子ワールドカップ (ポートオブスペイン)・優勝
- 1987年
  - 第39回世界選手権ニューデリー大会・男子ダブルス優勝 (韋晴光 [当時。現・偉関晴光] と)、男子団体優勝
- 1988年
  - ソウルオリンピック・男子ダブルス金メダル (韋晴光と)
  - 男子ワールドカップ (武漢)・シングルス準優勝
  - アジア選手権新潟大会・男子シングルス優勝、男子ダブルス優勝 (韋晴光と)
- 1989年
  - 第40回世界選手権ドルトムント大会・男子ダブルス3位 (韋晴光と)、混合ダブルス3位 (陳静と)、男子団体準優勝
- 1990年
  - 第11回アジア競技大会 (北京)・男子ダブルス準優勝 (韋晴光と)、男子シングルス3位
  - 男子ワールドカップ (千葉)・3位
- 1994年
  - 第4回日本卓球リーグ・ビッグトーナメント 男子シングルス 優勝